# Gmina Stapleton

Położenie Gminy Stapleton w hrabstwie Chickasaw

Gmina Stapleton (ang. Stapleton Township) – gmina w USA, w stanie Iowa, w hrabstwie Chickasaw. Według danych z 2000 roku gmina miała 781 mieszkańców, a jej powierzchnia wynosi 94,51 km².